# Samuele Dalla Bona
Samuele Dalla Bona (San Donà di Piave, 6 de fevereiro de 1981) é um ex-futebolista italiano que jogava como meio-campista.

## Carreira

### Chelsea
Considerado uma grande promessa nas categorias de base, Dalla Bona foi contratado pelo Chelsea, da Inglaterra, em outubro de 1998, após defender a Atalanta por três temporadas em seu país natal. Por conta disso, a FIGC alterou a legislação de venda de jogadores menores de dezoito anos.
Após sua vinda, acabou permanecendo durante uma temporada nas categorias de base, defendendo também a equipe reserva do Chelsea, onde foi artilheiro com dezesseis gols. Nessa mesma temporada, conquistou o prêmio de revelação do clube.
Sua estreia pela equipe principal aconteceu em sua segunda temporada em Londres, contra o neerlandês Feyenoord, pela Liga dos Campeões. Ainda chegou a participar de algumas partidas durante a temporada. Mais tarde, com a saída dos veteranos Dennis Wise e Gustavo Poyet, Dalla Bona acabou ganhando mais espaço na equipe, participando regularmente das partidas.
Na temporada seguinte, Dalla Bona recusou uma renovação de contrato, citando o seu desejo de retornar à Itália, sendo colocado à venda pela diretoria. Por conseguinte, acabou sendo obrigado a treinar com equipe reserva pelo treinador Claudio Ranieri.

### Milan
Dalla Bona acabou retornando à Itália, assinando um contrato de um milhão de euros com o Milan, em junho de 2002. Antes, acabou recebendo uma proposta do Venezia de cinco milhões de euros, mas ele recusou. Durante suas três temporadas na equipe principal do Chelsea, Sam disputou setenta e três partidas, marcando seis tentos.
Em Milão, Dalla Bona estreou em 6 de outubro, contra o Torino, na partida onde o rossonero venceu por 6 a 0. Durante a temporada, não participou de muitas partidas na Serie A e Liga dos Campeões da UEFA (onde foi campeão), mas participou regularmente da conquista da Copa da Itália.
Na temporada seguinte, continuaria sem espaço (devido a forte concorrência em sua posição), então acabou sendo emprestado durante uma temporada ao Bologna. Em seu retorno, foi novamente emprestado, agora ao Lecce e, mais tarde, a Sampdoria.

### Napoli e empréstimos para Iraklis, Verona e Atalanta
Após voltar do empréstimo à Sampdoria, Dalla Bona retornou a Milão, onde permaneceu apenas algumas semanas, sendo posteriormente contratado pelo Napoli. Em sua primeira temporada, o meio-campista teve participação importante ao retorno da equipe à Serie A, tendo marcado um golaço de fora da área contra o Treviso. Apesar disso, após a contratações de novos jogadores, acabou ficando sem espaço, sendo deixado de lado.
Em 4 de fevereiro de 2009, Dalla Bona anunciou que tinha deixado o Napoli, indo treinar com o West Ham United, tentando garantir um contrato com a equipe treinada por seu ex-companheiro de Chelsea: Gianfranco Zola. Durante esse período, recusou uma proposta da Triestina e, posteriormente, acabou não sendo contratado pelos Hammers. Ainda chegou a treinar com o Fulham, mas também não foi contratado. Por isso, acabou retornando ao Napoli.
Com tudo isso, acabou em 7 de agosto, emprestado durante uma temporada ao Iraklis, da Grécia. Novamente sem espaço (disputou apenas 2 jogos), acabou retornando antes do tempo, sendo emprestado dessa vez ao Verona, que disputava as divisões inferiores da Itália. Disputaria apenas quatro partidas no clube, anotando ainda um tento, durante os seis meses em que permaneceu. Acabaria não tendo seu empréstimo renovado e, seria repassado pouco tempo depois à Atalanta, para a disputa da segunda divisão italiana.. Em sua volta ao clube de Bérgamo, disputou apenas um jogo pela Copa da Itália, contra o Livorno.

## Final da carreira
Em agosto de 2011, assinou por um ano com o Mantova, que disputava a Lega Pro Seconda Divisione (na época, a quarta divisão italiana). Foram apenas 8 jogos com a camisa dos Virgiliani, e após enfrentar um período de depressão após a morte de seu pai, Dalla Bona rescindiu seu contrato com o Mantova em outubro do mesmo ano.

## Títulos
Chelsea
- Copa da Inglaterra: 1999–00
- Supercopa da Inglaterra: 2000

Milan
- Serie A: 2002–03
- Copa da Itália: 2002–03
- Liga dos Campeões da UEFA: 2002–03